# 1130
Évszázadok: 11. század – 12. század – 13. század
Évtizedek: 1080-as évek – 1090-es évek – 1100-as évek – 1110-es évek – 1120-as évek – 1130-as évek – 1140-es évek – 1150-es évek – 1160-as évek – 1170-es évek – 1180-as évek
Évek: 1125 – 1126 – 1127 – 1128 –  1129 – 1130 – 1131 – 1132 – 1133 – 1134 – 1135

## Események
- február 14. – 
  - II. Ince pápa megválasztása (1143-ig uralkodik).[1]
  - II. Anaklét ellenpápa megválasztása. Őt II. Roger szicíliai király támogatja. II. Ince elmenekül.[2]
- december 25. – Anaklét pápa megkoronázza II. Rogert (aki Nápoly és Szicília első királyaként 1154-ig uralkodik).
- II. István békét köt II. Jóannész bizánci császárral. A vak Béla herceget Álmos herceg fiát maga mellé veszi, hozzáadja Uros szerb fejedelem lányát Ilonát, és trónörökösévé teszi. Szövetséget köt a szerb fejedelemmel a bizánci császár ellen.
- Pietro Polani velencei dózse megválasztása (1148-ig uralkodik).
- Megalakul a Szicíliai Királyság.
- A clermont-i zsinat megtiltja a szerzeteseknek az orvosi tevékenységet.[3]

## Születések
- Bernard de Ventadour a leghíresebb trubadúr (feltételezett dátum)

## Halálozások
- február 13. – II. Honoriusz pápa[4]
- november 11. – Teréz leoni hercegnő
- Domenico Michele velencei dózse.